# الدوري البيروي
الدوري البيروفي لكرة القدم هي مسابقة كرة القدم بين أندية البيرو .
البطل الحالي هو يونيفيرسيداد سان مارتين.